# Jure Bilić
Jure Bilić (Makarska, 12. rujna 1922. – Zagreb, 27. siječnja 2006.) bio je hrvatski političar u SFR Jugoslaviji.
Rođen je 12. rujna 1922. godine u Makarskoj. U travnju 1941. godine, postao je član Komunističke partije Jugoslavije. Istakao se kao jedan od organizatora ustanka u Hrvatskoj. Bio je rukovodilac SKOJ-a za Dalmaciju i član Pokrajinskog komiteta SKOJ-a za Hrvatsku.
Nakon rata bio je sekretar Gradskog komiteta SKOJ-a za Zagreb, predsjednik Međuopćinske konferencije SKH za Dalmaciju, član CK SKH od Četvrtog kongresa, za člana Izvršnog komiteta CK SKH bio je izabran na Petom i Šestom kongresu, a za člana Predsjedništva CK SKJ izabran je na Desetom kongresu SKJ 1974. godine. Bio je i predsjednik Sabora SR Hrvatske od 1978. do 1982., predsjednik Predsjedništva CK SKH od svibnja 1982. do 1. srpnja 1983. i član Predsjedništva CK SKJ od 1983. do 1986. godine.
Bio je protivnik Hrvatskog proljeća. Od sredine 1980-ih protivio se Miloševićevoj politici prema ostalim republikama SFRJ. Godine 1990. napisao je memoarsko djelo „'71., koja je to godina?”.
Umro je 27. siječnja 2006. godine u Zagrebu. Sahranjen je na zagrebačkom groblju Mirogoj.
Bio je nositelj Partizanske spomenice 1941. i ostalih visokih odlikovanja.